# Portik Tamás
Portik Tamás (Celldömölk, 1967. december 14. –) milliárdos magyar bűnöző, az 1990-es évek olajmaffia-botrányainak egyik kulcsszereplője. A rendőrség 2012-ben őrizetbe vette. 2013 áprilisában kirobbant a politikai botrányt kavaró Portik–Laborc-ügy. A Prisztás-gyilkosság ügyében a Fővárosi Ítélőtábla felbujtóként elkövetett emberölés miatt 15 év fegyházra ítélte jogerősen 2016. május 26-án. 2017-ben a bíróság a Fenyő-gyilkosság ügyében hozott újabb jogerős ítéletében 13 éves szabadságvesztéssel sújtotta Portikot. 2024. február 8-án az ügyben újabb ítélet született, miután a feltételezett felbújtót, Gyárfás Tamást is bíróság elé állították: elsőfokon Gyárfás mint bűnsegéd hét év fegyházat, míg Portik életfogytiglant kapott.

## Élete
Portik Tamás – születéskori nevén Horvát Tamás – nevelőintézetben nevelkedett. Később éveket töltött a fiatalkorúak börtönében. Felesége Kecskeméti Erika, akitől ifj. Portik Tamás nevű fia született. Volt élettársa, Halmos-Riskó Alma négy gyermekének anyja.
Portik a fiatalkorúak börtönében eltöltött évek után előbb telefonfülkéket tört fel, hogy hozzájusson a pénzérméket tároló széfekhez. A bűncselekményeket Gyüre Józseffel közösen hajtotta végre, végül mindkettőjüket elítélték. Szabadulása után Portik futtatóként prostituáltak kizsákmányolásával foglalkozott. Ezt követően a budapesti éjszakai életben kidobó lett, amire alkalmassá tette korábbi ökölvívói gyakorlata. Munkahelyén megismerkedett az akkori alvilág neves szereplőjével, Drobilich Gáborral. Üzletemberi karrierje ekkortól datálható, majd amikor Drobilich segítségével megismerkedett Ferencsik Attilával, hármasban nekifogtak az „olajozásnak”.
A rendszerváltozás után, az 1990-es években Magyarországon az „olajozás” vagy „olajszőkítés” jelentette a szervezett bűnözés egyik fő bevételi forrását, ez volt a legegyszerűbb tőkefelhalmozási módszer. Becslések szerint az 1990-es években az olajszőkítők több százmilliárd forinttal rövidítették meg a magyar állam költségvetését. Portik Tamás 1994-ben részt vett az olajszőkítési ügyekben később jelentős szerepet játszó Energol Rt. olajkereskedelmi vállalkozás megalapításában. Az Energol Rt.-t 1994. november 30-án alapította Drobilich Gábor, Ferencsik Attila, Kerekes István, Portik Tamás, a német állampolgár Emil Gulyás és fia, Gulyás Emil Róbert. A cég igazgatói Portik mellett Drobilich és Ferencsik voltak, akik korábban éveket töltöttek börtönben.
Az olajozás lényeges változást hozott Portik anyagi helyzetében. A diszkókon, a mulatókon és az ingatlanspekulációs üzleteken kívül az internetes kereskedelem adta lehetőségeket is szerette volna kihasználni.
Eközben számos gyilkosság és annak kísérlete történt, amelyekben Portikhoz közel álló személyek haltak, illetve sebesültek meg. 1995. szeptember 19-én a budapesti Práter utcában bombamerénylet áldozata lett a palesztin származású jordániai pénzváltó, Nadzsi Avad. Az Energol rajta keresztül váltott át több százmillió forintot külföldi valutába. Boros Tamás vallomásában elmondta, hogy ezeket a pénzeket külföldi számlákon helyezték el, melyből a Magyarországra jövő szlovákiai és oroszországi olajszállítmányokat fizették. Mielőtt Avad meghalt, az Energol rendszeréből félmilliárd forintnyi összeg tűnt el. A pénzváltó halálával ugyanakkor egy esetleges tanú is eltűnt, aki a vámhalasztott olajszállítmányokról szolgálhatott volna részletes információkkal.
1995. július 15-én lett gyilkosság áldozata Muskovics Gyula, Portik régi barátja és bűntársa. Muskovicsot a Zugligeti úton lőtték le újdonsült felesége társaságában, akivel egy nappal korábban kötött házasságot. Boros Tamás vallomásában elhangzott, hogy Portik egyszer részegen maga dicsekedett arról az Egyesült Államokban, hogy ő ölette meg Muskovicsot. Hasonlóan Portikot tartja a gyilkosság felbujtójának Lakatos András is. Egy évvel Muskovics halála után megölték Portik másik közeli emberét, az Energol ügyletekben szintén érintett Maka Gyulát is.
1996. november 1-jén Óbudán lelőtték Prisztás Józsefet, akinek egy több százmilliós ingatlanügyben lett vitája Portikkal. Tizenkét nappal a gyilkosságot követően sikertelen merényletet követtek el Lakatos Csaba fogathajtó ellen. Az ügetőn lőtt rá Tanyi György, mint később kiderült, Portik rábeszélésére.
1996. november 21-én Totka Pál ellen kíséreltek meg gyilkosságot. Totka egykor bokszoló volt, és ő karolta fel annak idején a fiatal Portikot, akit az ökölvívásra is tanított. Totka éjszakaiklub-tulajdonos volt, és halkereskedésben is utazott. Az ügyben az eljárást 1998-ban megszüntették, majd pedig 2015-ben újranyitották. A vélemények szerint az ügy hátterében az állhatott, hogy Necz István Energol-vezér Totka felé (ahogy Portik felé is) jelentős összegekkel tartozott, ám Totka követelte, hogy először neki fizesse vissza az adósságát.
1996-ban nyomozást indítottak ellene, 1997-ben elfogatóparancsot adtak ki ellene, de addigra Portik már „illegalitásba vonult”.
1997. október 9-én egy biciklire szerelt pokolgéppel próbálták megölni Hoffman Istvánt Budapesten. Hoffman és néhány másik járókelő megsérültek a detonációban, de senki sem halt meg. Hoffman volt a Portik által megöletett Prisztás József korábbi bizalmasa, sőt Prisztás halála után annak barátnője, Mag Judit feleségül ment hozzá, melynek eredményeként Hoffman a milliárdokra rúgó Prisztás-vagyonból részesülhetett.
1998. február 11-én saját gépkocsijában lőtték szitává Fenyő János médiavállalkozót. A gyilkosságot Jozef Roháč szlovák bérgyilkos hajtotta végre Portik megbízásából, utóbb azonban az ügy elkezdett jóval tovább gyűrűzni. A legsúlyosabb merényletre viszont ez után került sor, amikor július 2-án az Aranykéz utcában felrobbantották Boros Tamást, aki számos alvilági ügyletről tett vallomást a hatóságoknak. A merénylet elkövetője szintén Roháč volt, az áldozatok közé Boroson túl még három vétlen járókelő is került.
1999. május 5-én történt, hogy Portik egykori barátját, Gyüre Józsefet, akit vele együtt ítélték el a telefonfülkék feltöréséért, Karinthy utcai otthonában fejbe lőtték, és holttestét csak 12 nappal később fedezték fel. A gyilkosságot csak 2021-ben kezdték Portikhoz kötni. 2001-ben létrehozták a Szervezett Bűnözés Elleni Koordinációs Központot (SZEBEK), amely elemzést készített Portik Tamásról, de az anyag 2002 és 2010 között a fiókba került.
Radnai László vallomása szerint Portik rögeszmésen arra törekedett, hogy feszültséget teremtsen Budapesten, ő akart lenni a legfőbb maffiafőnök, s azt akarta, hogy minden bűnöző sápot fizessen neki. Ezt a célt szolgálták az 1990-es évek hírhedt magyarországi merényletei is. A Fenyő-ügy tárgyalásán elhangzott pszichológiai jellemzés szerint is Portik bosszúra erősen hajlamos, fogékony a paranoiára, mindenkivel szemben erősen bizalmatlan, manipulatív és cselszövő attitűdű. Bezsenyi Tamás, az ELTE Állam- és Jogtudományi Karának tudományos munkatársa és kutató Portikot a Hír tv Riasztás c. műsorának adott interjújában cezaromán alkatnak jellemezte, aki minden egyes esetben saját hatalmának megőrzésén dolgozott.
Riskó Tibor panasza 2005 decemberében Gyurcsány Ferencnek

„A történet szereplői: egy 21 tagú család, akik szeretetben, boldogságban és becsületben éltek. A legutóbbi két évig e család tagja volt unokám, Halmos-Riskó Alma és négy gyermeke is. Életünk utolsó tíz évének – sajnos – meghatározójává vált a gyermekek vér szerinti apja, Portik Tamás, akiről később derült ki számunkra, hogy az Energol-ügyben hírhedtté lett, nyolc évig itthon és külföldön a legveszélyesebbként körözött bűnöző (...). Portik Tamás családunk tagjait rendszeresen, van, amikor életveszélyesen fenyegeti, pszichikai terror alatt tarja, zsarolja, mert törvénytelen tetteit nem voltunk hajlandóak segíteni”
2003-ban segítséget kért Gyárfás Tamástól, a Nap TV akkori producerétől, hogy segítsen neki törvényesen hazatérni,  ezt követően a rendőrség törölte Portikot a körözöttek közül, aki vállalkozóként tért vissza. A Halmos-Riskó család 2004 és 2011 között sokszor próbálkozott Portik pszichikai terrorja ellen fellépni különféle beadványokkal a gyámhivatali, rendőrségi, ügyészségi, közigazgatási hivataloknak címezve, azonban azt tapasztalták, hogy Portik mindig előbb értesült a beadványok beérkezéséről, minthogy a megkeresett hivatalok válasza megérkezett volna. Anyósa, Riskó Judit szerint a lányának Portik teljesen átformálta a személyiségét, akitől 2004-ig négy gyermeke is született. Unokáival ellehetetlenült a nagymama kapcsolata is. Jelenleg internetes naplóval üzen unokáinak.
Portikot végül 2012-ben vették őrizetbe a budai villájában, amelyet 1999 augusztusában cserélt el Gyárfás Tamás médiavállalkozóval. Az értékes házat Portik az élettársával, Halmos-Riskó Almával tulajdonolta.
Az elévült ügyek mellett Portikot a Prisztás József ellen 1996-ban elkövetett gyilkosságra, a Seres Zoltán vállalkozó ellen 1997-ben elkövetett merényletkísérletre, az 1998-ban Fenyő János médiavállalkozó ellen elkövetett gyilkosságra és az Aranykéz utcai robbantásra való felbujtással vádolták meg. Prisztás megölésére Portik Tamás adott utasítást, ismerőse, Fazekas Ferenc csalta a helyszínre, Portik testőre, Hatvani István pedig fejbe lőtte. Prisztás édesanyja azt nyilatkozta, hogy mielőtt meghal, a szemébe akar nézni annak, aki megölette a gyermekét. A Prisztás-gyilkosság ügyében a Fővárosi Törvényszék 11 év fegyházra ítélte első fokon 2014. február 10-én. A Fővárosi Törvényszék 2015 októberében, a megismételt első fokú eljárásban, nem jogerősen 10 év fegyházbüntetésre ítélte a cselekmény elkövetésével felbujtóként vádolt Portik Tamást. 2016 májusában Portikot jogerősen tizenöt év fegyházra ítélte a Fővárosi Ítélőtábla, súlyosbítva az első fokon kiszabott ítéletet.
2012-ben Riskó Judit nyilatkozott vejéről a Hír televízió egyik riportműsorában. 2013 áprilisában kirobbant a Laborc-ügy. Pintér Sándor belügyminiszter feloldotta a titkosítását néhány lehallgatási jegyzőkönyvnek, amelyekből kiderült, hogy Laborc Sándor, a magyar titkosszolgálat egykori vezetője és Portik Tamás legalább kétszer találkozott még 2008-ban. A jegyzőkönyvek szerint Portik azt mondta, hogy „én jól elvagyok a baloldalon továbbra is, és mindent el fogok követni, már jogi kereteken belül, hogy ez 2010-ben is így maradjon”.
2014-ben az atlatszo.hu portálon megjelentek szerint Portik állítólagos élettársa, „a Fidesz agytrösztje” Pápa Marianne üzletasszony, Szetlik Ferenc vállalkozó (Habony Árpád nagybátyja) és Kovács József operaénekes özvegye. Pápa Marianne azonban közleményében tagadta ezt az állítást. "Alulírott Pápa Marianne kijelentem, hogy Portik Tamással sem a múltban sem jelenleg nem álltam és nem állok élettársi kapcsolatban, továbbá, hogy Portik Tamással semmiféle üzleti kapcsolatban nem álltam és nem állok." 
2017 májusában a Fővárosi Ítélőtábla ítéletet hirdetett a Fenyő-gyilkosság ügyében, amelynek alapján jogerőre emelkedett Jozef Roháč életfogytiglani és Portik Tamás tizenhárom éves szabadságvesztéssel való büntetése. A bíró elfogultsággal és gyűlölettel vádolta meg Portik Tamás gyerekeinek nagymamáját, Riskó Juditot. A Boros Tamás megöletéséért 13, Prisztás József lelövetéséért pedig 15 évre ítélt olajbűnöző börtöncelláját 2017 nyarán hamis vád miatt átkutatták, ahol iratokat foglaltak le.
2019 januárjában kiderült, hogy Portik Tamás élettársa, Riskó Judit lánya adta át Dósa Istvánnak azokat a hangfelvételeket, amelyek leiratából pár hónapra rá először megzsarolták Gyárfás Tamás sportvezetőt. A Gyárfás–Portik-nyomozás során 32 zsáknyi bűnjel és hanganyag került elő Portik Tamás múltjából a rendőrség számára. A rendőrség szerint a Farkasréti temetőben fellelt bűnjelek és a hangfelvételek választ adhatnak az 1990-es és 2000-es évek szervezett bűnözésének meghatározó eseményeire. Több forrás szerint Portik egyik „pénzkezelője” Dósa István András, az MSZP karitatív tagozatának első vezetője volt. Az index.hu hírportálon Dezső András újságíró a 2019. január 24-én megjelent cikkében összefoglalta a Portik-ügy számos tényét és a hozzá tapadó mítoszokat is. Szerinte a megtalált hangfelvételek felhasználása lényegében a rendőri vezetésen múlik.
Ezt követően az index.hu portálon megjelentek rendőrségi leiratok részletei a Portik és Gyárfás között lezajlott beszélgetésről, amelyek a kétezres években rögzített beszélgetéseiket tartalmazzák. A lap a részletes információkat is tartalmazó cikkében megállapítja, hogy Gyárfás „élvezte a gyors észjárású férfi társaságát”.
Portik ellen 2021-ben került sor még egy vádemelésre. Barátját és egykori bűntársát, Gyüre Józsefet 1999-ben meggyilkolták. Az eset több mint húsz évvel később került újra a hatóság látókörébe, amikor a Portik-ügyekkel foglalkozó csoport kezdett vele foglalkozni, és akkor került elfogásra a gyilkosság feltételezett elkövetője, Karalyos Gábor, aki személyesen Portik parancsára cselekedett. A gyilkosság oka egyelőre nem tisztázott, ám felmerült, hogy Gyüre és Portik között elszámolási vita lehetett. Gyüre ráadásul befektetett Portiknál az olajszőkítésbe, illetve vevői kört hajtott fel, és értékpapírokat kezelt. Az egyik tanú Szemán József szerint Portik úgy adott utasítást neki és Karalyosnak Gyüre likvidálására, hogy „oldják meg az ügyet.” Szemán Karalyossal elment Gyüre lakására, ahol Szemán előbb elterelte Gyüre figyelmét, hogy aztán Karalyos fejbe lőhesse. A gyilkosságot követően Portik egyik emberének jelentették, miszerint „megoldották az ügyet.” Szemánon kívül még Radnai is úgy nyilatkozott, hogy Portiknak köze van a Gyüre-gyilkossághoz. Ennek ellenére Portik és Karalyos tagadják a gyilkosságot.
A Nemzeti Nyomozó Iroda eközben további ügyeket vizsgál. A Maka-gyilkosság ügyében már ugyan nem nyomoznak, de a Muskovics-gyilkosságot, a Totka és Hofmann elleni merényletkísérleteket még mindig vizsgálja egy külön úgynevezett Portik-csoport. Portik eddig egyetlen, a terhére rótt bűncselekményt sem ismert el. A vádakat tárgyalásain mindvégig indulatosan tagadta, és a felhozott bizonyítékokat minden apró részletében mindenféle módon cáfolni igyekezett. Védekezései viszont rendre csapongók és nehezen követhetők voltak.

## Film
A 2008-ban készült Kaméleon című magyar filmvígjáték alkotói Portik Tamásnak  külön köszönetüket fejezték ki, akinek a neve a stáblista után szerepel. A film egyik jelenetét ugyanis az érdekeltségébe tartozó egyik belvárosi kávézóban forgatták. A filmmel kapcsolatban felmerült az is, hogy valójában Portik Tamásról és korábbi élettársáról, Halmos-Riskó Almáról szól. Ezt a rendező Goda Krisztina (forgatókönyvíró Divinyi Réka) mindvégig tagadta, azonban a Halmos-Riskó család túl sok azonosságot lát a filmben. Állításuk szerint gyakorlatilag az összes szereplő és a történet is egy az egyben megegyezik azzal, ami a valóságban történt. Vajna András filmproducer, a magyar filmipar megújításáért felelős kormánybiztos hazugsággal vádolta meg Portikot. Kálomista Gábor visszaemlékezése szerint: „Portik kézzel belejegyzetelt a könyvbe, hogy hitelesebbek legyenek a jelenetek. Aztán kiderült, hogy több helyszín, ahol forgatni akartunk, hozzá tartozik. Ebben segíteni akart, amit elfogadtunk. Volt olyan is, hogy nem tudtunk elintézni útlezárásokat, de az embere telefonált egyet, és pár perc múlva ott álltak a rendőrök haptákban.”